# Adam Hann-Byrd
Adam Hann-Byrd (* 23. Februar 1982 in New York City, New York, USA) ist ein US-amerikanischer Filmschauspieler.

## Leben
Zu Hann-Byrds bekanntesten Rollen zählt die des Wunderkindes Tate im gleichnamigen Film von 1991, die auch gleichzeitig sein Filmdebüt war. Für die Darstellung erhielt er 1993 einen Special Award im Rahmen der Young Artist Awards. Bis Ende der 1990er Jahre spielt er in mehreren Filmen. Danach war er erst 2009 wieder in einem Kurzfilm zu sehen. In den Jahren 2012/2013 betätige er sich als Drehbuchautor, u. a. der TV-Sendung The Morning After. 
Trotz weiterer Filmprojekte studierte Hann-Byrd an der Wesleyan University in Connecticut und schloss 2004 ein Studium der Fächer Psychologie und Film ab.
Adam Hann-Byrd lebt in Los Angeles und ist seit 2017 mit der Unternehmerin Dara Epstein verheiratet.

## Filmografie (Auswahl)

### Spielfilme
- 1991: Das Wunderkind Tate (Little Man Tate)
- 1993: Wie ein Vogel im Wind (Digger)
- 1995: Jumanji
- 1996: Diabolisch (Diabolique)
- 1997: Der Eissturm (The Ice Storm)
- 1998: Halloween H20 – 20 Jahre später (Halloween H20: 20 Years Later)
- 1999: Uninvited

### Fernsehserien
- 1994: New York Cops – NYPD Blue (NYPD Blue)
- 1999: Outer Limits – Die unbekannte Dimension (The Outer Limits, eine Folge)

## Auszeichnungen
- 1992: Nominiert für den CFCA Award in der Kategorie Most Promising Actor für Das Wunderkind Tate
- 1993: Special Award in der Kategorie Most Promising Young Newcomer für Das Wunderkind Tate